# Ен Џилијан
Ен Џилијан (енгл. Ann Jillian) је америчка глумица, рођена 29. јануара 1950. године у Кембриџу (Масачусетс).